# HD 7351
HD 7351，又名BD+27 196，SAO 74576、HR 363，是一颗恒星，视星等为6.43，位于銀經128.94，銀緯-34.08，其B1900.0坐标为赤經1h 8m 35s，赤緯+28° -34.08′ 4″。